# حديقة ماريالا الوطنية
ماريالا هي حديقة وطنية في ولاية كوينزلاند، أستراليا، 810 كم غرب بريزبن.